# François de Nicolaÿ
Pour les autres membres de la famille, voir Famille de Nicolaï.
François de Nicolaÿ, comte de Nicolaÿ, né le 31 août 1919 au château du Lude et mort le 21 novembre 1963 au Lude, est un aristocrate et homme politique français.

## Biographie
Descendant d'Aimar-Charles-Marie de Nicolaï par son père et des Talhouët-Roy par sa mère, il suivit ses études à l'École supérieure des sciences économiques et commerciales (ESSEC) et devint administrateur de la société d'édition de la revue féminine Femmes d'aujourd'hui.
Il s'engage en 1939 et prend part à la campagne contre l'Allemagne. À l'armistice, il s'installe comme propriétaire exploitant agricole et forestier au Lude.
Il devient conseiller municipal le 8 mai 1945, maire adjoint, puis maire du Lude en 1947. Élu conseiller général en 1949, il est président du Conseil général de la Sarthe de 1952 à 1958.
En 1959, il est élu au Sénat et s'inscrit au groupe des Républicains et indépendants. Il devient membre de la commission des affaires étrangères, de la défense et des forces armées, 
Il fut membre du Sénat de la communauté et représenta la Haute Assemblée à la conférence des parlementaires de l'Organisation du traité de l'Atlantique nord (OTAN).
Marié à la baronne Marie-Hélène van Zuylen van Nyevelt van de Haar (remariée par la suite au baron Guy de Rothschild), il est le père de Philippe de Nicolaÿ et le frère de René de Nicolaÿ, marié à la princesse Pia-Maria d'Orléans-Bragance. Son neveu, Louis-Jean de Nicolaÿ est sénateur-maire du Lude depuis 2014.
Il décède en 1963 d'un accident de voiture.

## Détail des fonctions et des mandats
Mandat parlementaire
- 26 avril 1959 - 21 novembre 1963 : Sénateur de la Sarthe